# Orthomecyna
Orthomecyna is een geslacht van vlinders van de familie grasmotten (Crambidae).

## Soorten
- O. albicaudata Butler, 1883
- O. alloptila Meyrick, 1899
- O. amphilyca Meyrick, 1899
- O. crossias Meyrick, 1899
- O. chrysophanes Meyrick, 1899
- O. epicausta Meyrick, 1899
- O. exigua Butler, 1879
- O. heterodryas Meyrick, 1899
- O. mesochasma Meyrick, 1899
- O. metalycia Meyrick, 1899
- O. phaeophanes Meyrick, 1899
- O. picrodes Meyrick, 1899
- O. sphenopis Meyrick, 1888